# Pedlar
Pedlar (que puede traducirse como vendedor ambulante o buhonero) es un término usado en la historia de Canadá para referirse a los comerciantes de pieles independientes anglófonos de Montreal que compitieron con la Compañía de la Bahía de Hudson en el oeste de Canadá desde aproximadamente 1770 hasta 1803. Después de 1779 fueron absorbidos en su mayoría por la Compañía del Noroeste (North West Company). El nombre fue utilizado por primera vez por la Compañía de la Bahía de Hudson para referirse a los coureurs des bois franceses que viajaron al interior para comerciar con los indios, una política opuesta a la de la HBC, que construía sus puestos en la ribera de la bahía de Hudson y esperaba que los indios les llevasen allí las pieles.
Los pedlars fueron importantes por tres razones: primero, porque estuvieron involucrados en la transferencia de las destrezas de los hombres de los bosques franco-canadienses a los anglófonos que dominaron el comercio en el siglo XIX. Cada vez que se ven nombres escoceses o ingleses en el interior, se debe recordar siempre que la mayoría de los voyageurs, guías e intérpretes eran francocanadienses o métis. El conocimiento del país llegó en última instancia de los pueblos originarios a través de los mestizos o intérpretes; en segundo lugar, porque su competencia fue lo que obligó a la HBC a construir puestos comerciales en el interior que, después de 1821, que volvió el monopolio de la HBC en un gobierno informal para el oeste de Canadá, que a su vez condujo a la confederación del oeste y el este de Canadá; y en tercer lugar, los  pedlars abrieron gran parte del país al oeste del lago Winnipeg, aunque en el momento que llevaron el comercio hasta las Montañas Rocosas, los  pedlars ya habían sido absorbidos por la Compañía del Noroeste.

## Llegadas
A continuación se recogen las primeras fechas de la llegada a Canadá de algunos de los principales comerciantes de pieles anglófonos. Téngase en cuenta la concentración en fechas cercanas a la finalización de las dos guerras.
- 1759: caída de Quebec, William Grant (seigneur) (Escocia)
- 1760: caída de Montreal, Richard Dobie (Escocia) George McBeath (Escocia)
- 1761: Alexander Henry el mayor (Nueva Jersey)
- 1763: Benjamin Frobisher y Joseph Frobisher (Inglaterra)
- 1765: Peter Pond (Connecticut)
- 1766: James McGill (Escocia)
- 1767: Peter Pangman (Nueva Jersey)
- 1769: Simon McTavish (Escocia)
- 1774: Nicholas Montour (Nueva York), John Finlay (Canadá)
- 1783: Angus Bethune (Canadá)
- 1783: Alexander MacKay (Nueva York)
- 1784: Simon Fraser (Nueva York) David Thompson (Londres) Guillermo McGillivray (Escocia)
- 1785: Francis Badgley (Londres)
- 1786: Angus Shaw (Escocia)
- 1788: Peter Fidler (Inglaterra)
- 1790: Peter Skene Ogden (Quebec)
- 1799: Daniel Williams Harmon (Vermont)

## Restablecimiento del comercio de pieles y expansión hacia el oeste

### El comercio destruido
Durante la guerra francoindia los oficiales franceses se retiraron a Quebec, los bienes comerciales comenzaron a escasear y en 1760 todos los fuertes franceses en el Saskatchewan estaban cerrados. Algunos franceses se quedaron en el país superior y siguieron en el comercio lo mejor que pudieron. Algunos, como Louis Primeau  se rindieron y se unieron Compañía de la Bahía de Hudson. Después de la conquista de la Proclamación Real de 1763 trataron de regular el comercio de la piel, pero no hubo manera práctica de controlar a los comerciantes occidentales. En 1768 el control del comercio indio se trasladó a las colonias individuales y por lo tanto al Gobernador de Quebec.

### El comercio restablecido
Montreal cayó en 1760. En 1761 William Grant hizo un trato con un franco-canadiense para transportar mercancías hasta Michilimackinac. En el mismo año Alexander Henry el anciano lleva mercancías desde Albany, Nueva York, hasta Michilimackinac. En 1763 se vio envuelto en la rebelión de Pontiac y pasó un año como prisionero. En 1765 William Howard, al mando de Michilimackinac, dio a Henry el monopolio en el comercio del lago Superior. Los franco-canadienses que habían permanecido en el interior, como Blondeau y François le Blanc, continuaron apareciendo y yéndose. El primer inglés (sin nombre) al oeste de los lagos tenía sus canoas saqueando en el lago Rainy en 1765 y 1766, pero alcanzaron el lago Winnipeg en 1767. Ya en 1767 el comercio occidental parece haber sido restablecido. En ese año 100 canoas llegaron desde el Grand Portage a Michilimackinac, donde  Robert Rogers  estaba a cargo. Los rendimientos correspondientes a ese año muestran en su mayoría a franceses respaldados por capitalistas ingleses, junto con unos cuantos ingleses. Ellos estaban comerciando en lugares como Fort Dauphin (Manitoba) y Fort La Reine. En 1768 James Finlay estaba en Nipawin (Saskatchewan) y en 1770 B&T Frobisher estaban en el lago Cedar.

### Al oeste remontando el Saskatchewan
En 1773-1774 Louis Primeau y Joseph Frobisher invernaron en el lago Cumberland. En 1774 Samuel Hearne construyó la Cumberland House (Saskatchewan) el primer puesto comercial del interior de la Compañía de la Bahía de Hudson. En 1775 hubo una serie de pedlars trampeando río arriba por el Saskatchewan inferior, cerca del antiguo Fort de la Corne. Algunos aparecieron en el lago Cumberland, como Peter Pangman, los Frobishers y Alexander Henry el anciano. En 1776 los pedlars construyeron Fort Sturgeon, el primer puesto en el norte de Saskatchewan. En 1778 los pedlars construyeron un puesto llamado Middle Settlement río arriba cerca de Silver Grove (52°59′N 106°27′O / 52.983, -106.450). Más allá del codo, tenían un lugar llamado Pidgeon's House cerca de Ruddell (Saskatchewan) y otro llamado Upper Settlement, trece kilómetros río abajo de Battleford. (En 1780 un indio fue asesinado en el Upper Settlement al darle una sobredosis de láudano. Los indios capturaron la fortaleza, pero permitió a los comerciantes abandonarla.) En 1779 se creó la Compañía del Noroeste.
Alrededor de 1780 una epidemia de viruela azotó el Saskatchewan medio y barrió a los que trampeaban las pieles, produciendo una gran pérdida económica para la Compañía del Noroeste en 1782. En 1782 los franceses capturaron York Factory (Manitoba) lo que interrumpió el comercio de HBC. En 1786 se construyó  Pine Island Fort, unos 65 km al este de la frontera con Alberta. Uno de sus fundadores fue Donald McKay quien todavía era un "pedlar" independiente de la Compañía del Noroeste.

### Noroeste del lago Athabasca
En la primavera de 1775 Primeau y Joseph Frobisher fueron al norte desde el lago Cumberland hasta el Frog Portage donde interceptaron un gran número de pieles con destino a la bahía de Hudson. En el invierno de 1776-1777 Peter Pond y Thomas Frobisher estaban en el lago Île-à-la-Crosse. En 1778 Peter Pond cruzó el Methye Portage e invernó a unos 65 km bajo el lago Athabasca. En 1781 la HBC decidió entrar en el comercio de Athabasca. 